# Dragoni
Dragoni är en ort och kommun i provinsen Caserta i regionen Kampanien i Italien. Kommunen hade 2 119 invånare (2017).